# Les Pradeaux
Les Pradeaux sont une commune française, située dans le département du Puy-de-Dôme en région Auvergne-Rhône-Alpes.

## Géographie

### Localisation
Cinq communes sont limitrophes des Pradeaux :
|         | Parentignat        |                         |
| Le Broc | Pradeaux           | Saint-Rémy-de-Chargnat  |
|         | Nonette-Orsonnette | Saint-Martin-des-Plains |

### Transports
La commune est traversée par les routes départementales 24, traversant le bourg d'ouest en est en direction de Saint-Rémy-de-Chargnat, et 34 reliant du nord au sud Parentignat à Jumeaux.

### Climat
Pour des articles plus généraux, voir Climat d'Auvergne-Rhône-Alpes et Climat du Puy-de-Dôme.
En 2010, le climat de la commune est de type climat du Bassin du Sud-Ouest, selon une étude du Centre national de la recherche scientifique s'appuyant sur une série de données couvrant la période 1971-2000. En 2020, Météo-France publie une typologie des climats de la France métropolitaine dans laquelle la commune est exposée à un climat de montagne ou de marges de montagne et est dans la région climatique  Nord-est du Massif Central, caractérisée par une pluviométrie annuelle de 800 à 1 200 mm, bien répartie dans l’année. 
Pour la période 1971-2000, la température annuelle moyenne est de 10,9 °C, avec une amplitude thermique annuelle de 16,8 °C. Le cumul annuel moyen de précipitations est de 555 mm, avec 7,4 jours de précipitations en janvier et 6,3 jours en juillet. Pour la période 1991-2020, la température moyenne annuelle observée sur la station météorologique de Météo-France la plus proche, « Issoire », sur la commune d'Issoire à 5 km à vol d'oiseau, est de 12,0 °C et le cumul annuel moyen de précipitations est de 610,7 mm,. Pour l'avenir, les paramètres climatiques de la commune estimés pour 2050 selon différents scénarios d'émission de gaz à effet de serre sont consultables sur un site dédié publié par Météo-France en novembre 2022.

## Urbanisme

### Typologie
Au 1er janvier 2024, Les Pradeaux sont catégorisés commune rurale à habitat dispersé, selon la nouvelle grille communale de densité à sept niveaux définie par l'Insee en 2022.
Elle est située hors unité urbaine. Par ailleurs la commune fait partie de l'aire d'attraction d'Issoire, dont elle est une commune de la couronne,. Cette aire, qui regroupe 53 communes, est catégorisée dans les aires de moins de 50 000 habitants,.

### Occupation des sols
L'occupation des sols de la commune, telle qu'elle ressort de la base de données européenne d’occupation biophysique des sols Corine Land Cover (CLC), est marquée par l'importance des territoires agricoles (73 % en 2018), en augmentation par rapport à 1990 (70,7 %). La répartition détaillée en 2018 est la suivante : 
terres arables (65,4 %), forêts (13,2 %), milieux à végétation arbustive et/ou herbacée (8,1 %), zones urbanisées (5,7 %), prairies (5 %), zones agricoles hétérogènes (2,6 %). L'évolution de l’occupation des sols de la commune et de ses infrastructures peut être observée sur les différentes représentations cartographiques du territoire : la carte de Cassini (XVIIIe siècle), la carte d'état-major (1820-1866) et les cartes ou photos aériennes de l'IGN pour la période actuelle (1950 à aujourd'hui).

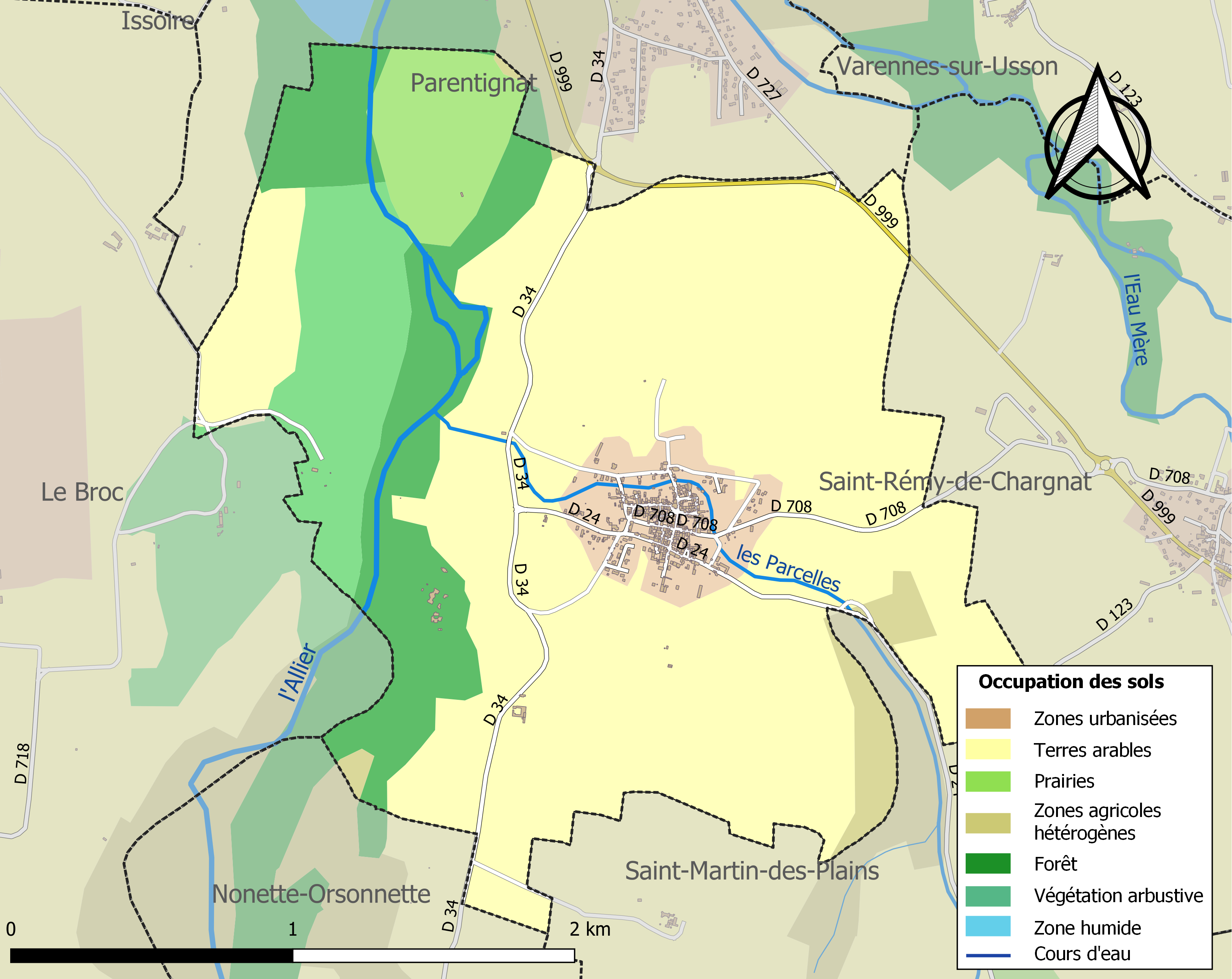
Carte des infrastructures et de l'occupation des sols de la commune en 2018 (CLC).

## Politique et administration
| Période                                  | Période                    | Identité               | Étiquette | Qualité              |
| ---------------------------------------- | -------------------------- | ---------------------- | --------- | -------------------- |
| Les données manquantes sont à compléter. |                            |                        |           |                      |
|                                          | mars 2001                  | Jean-Claude Chabrillat |           |                      |
|                                          |                            |                        |           |                      |
| mars 2014 (réélue en 2020)               | En cours (au 30 août 2020) | Marie-Pierre Saux,     |           | Employée de commerce |

## Population et société

### Démographie
L'évolution du nombre d'habitants est connue à travers les recensements de la population effectués dans la commune depuis 1793. Pour les communes de moins de 10 000 habitants, une enquête de recensement portant sur toute la population est réalisée tous les cinq ans, les populations de référence des années intermédiaires étant quant à elles estimées par interpolation ou extrapolation. Pour la commune, le premier recensement exhaustif entrant dans le cadre du nouveau dispositif a été réalisé en 2004.

En 2022, la commune comptait 355 habitants, en évolution de +6,61 % par rapport à 2016 (Puy-de-Dôme : +2,1 %, France hors Mayotte : +2,11 %).
| 1793 | 1800 | 1806 | 1821 | 1831 | 1836 | 1841 | 1846 | 1851 |
| ---- | ---- | ---- | ---- | ---- | ---- | ---- | ---- | ---- |
| 519  | 314  | 791  | 808  | 698  | 686  | 668  | 690  | 647  |

| 1856 | 1861 | 1866 | 1872 | 1876 | 1881 | 1886 | 1891 | 1896 |
| ---- | ---- | ---- | ---- | ---- | ---- | ---- | ---- | ---- |
| 632  | 612  | 617  | 619  | 616  | 617  | 622  | 586  | 581  |

| 1901 | 1906 | 1911 | 1921 | 1926 | 1931 | 1936 | 1946 | 1954 |
| ---- | ---- | ---- | ---- | ---- | ---- | ---- | ---- | ---- |
| 545  | 511  | 425  | 347  | 329  | 308  | 312  | 312  | 356  |

| 1962 | 1968 | 1975 | 1982 | 1990 | 1999 | 2004 | 2006 | 2009 |
| ---- | ---- | ---- | ---- | ---- | ---- | ---- | ---- | ---- |
| 336  | 313  | 354  | 284  | 273  | 299  | 315  | 324  | 304  |

| 2014 | 2019 | 2022 | - | - | - | - | - | - |
| ---- | ---- | ---- | - | - | - | - | - | - |
| 329  | 344  | 355  | - | - | - | - | - | - |

### Enseignement
La commune des Pradeaux dépend de l'académie de Clermont-Ferrand. Elle gère une école maternelle publique.
Hors dérogations à la carte scolaire, les collégiens se rendent à Issoire, au collège Les Prés, tout comme les lycéens fréquentant le lycée Murat pour les filières générales et STMG. Ceux de la filière STI2D sont scolarisés aux lycées La Fayette ou Roger-Claustres à Clermont-Ferrand.

## Culture locale et patrimoine

### Personnalités liées à la commune
- Roland de la Poype, pilote de chasse dans les forces françaises libres puis pionnier dans l'industrie du plastique, né aux Pradeaux en 1920.